# Serialisatie
Serialisatie is een begrip uit de informatica. Het betekent het zodanig omzetten van een object dat dit geschikt wordt voor verzending of opslag op een sequentieel medium.
Bij serialisatie kan naast de gegevens zelf ook een deel van de structuur van het object worden meegeleverd, zoals datatypen en de namen van de attributen. Bij deserialisatie, het opnieuw maken van een object uit een geserialiseerde vorm, kunnen deze meta-gegevens van pas komen om de gegevens correct te interpreteren.
Een geserialiseerd register NAW-gegevens zou er als volgt uit kunnen zien:
[persoon] achternaam(tekst)=den Beste; voornaam(tekst)=Ben; adres-straatnaam(tekst)=Snelweg; adres-huisnummer(getal)=1.